# Alexandre Sanguinetti

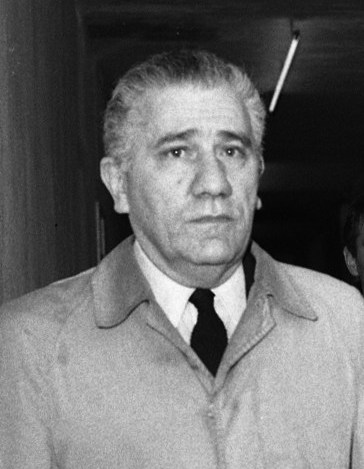
Alexandre Sanguinetti (Fotografie von André Cros, 1971)

Alexandre Antoine Jourdan Sanguinetti (* 27. März 1913 in Kairo; † 9. Oktober 1980 in Saint-Mandé, Département Val-de-Marne) war ein französischer Politiker, der unter anderem zwischen 1962 und 1966 sowie erneut von 1968 bis 1973 Mitglied der Nationalversammlung war. Im Kabinett Pompidou III bekleidete er zwischen 1966 und 1967 das Amt als Minister für Veteranen und Kriegsopfer.

## Leben

### Studium, Zweiter Weltkrieg und Beginn der politischen Laufbahn in der Vierten Republik

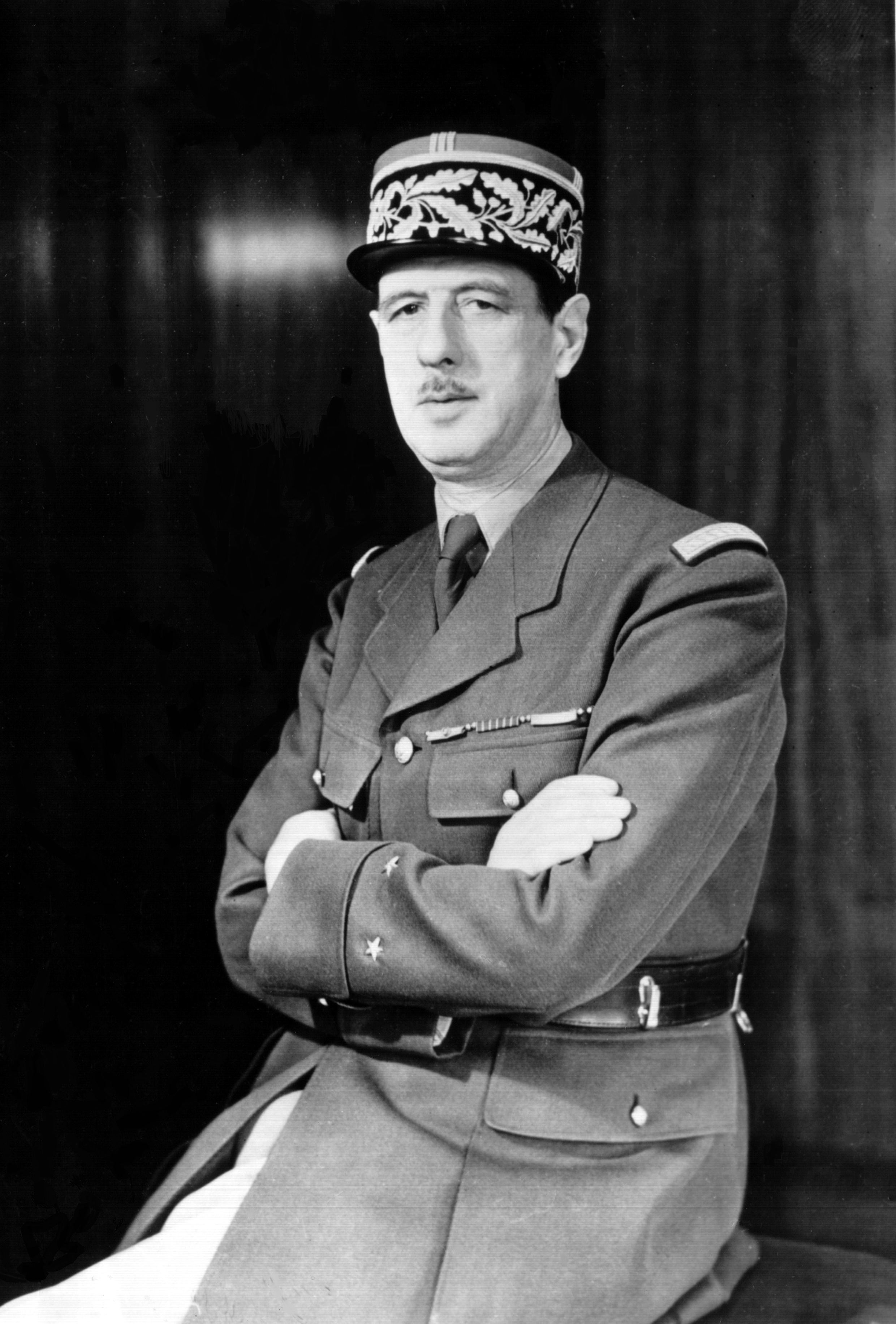
Anfang 1943 trat Sanguinetti in die von General Charles de Gaulle gegründeten Freien Französischen Streitkräfte FFL (Forces françaises libres) ein.

Alexandre Antoine Jourdan Sanguinetti, der korsischer Abstammung und Sohn eines Mitarbeiters des ägyptischen Innenministeriums war, begann nach dem Besuch der katholischen Pariser Privatschule Collège Stanislas ein Studium an den Fakultäten für Literatur und Recht der Universität Kairo, Universität Angers sowie der Universität von Paris, das er 1939 mit einem Bachelier en droit und einer Licence ès lettres. Zu der Zeit engagierte er sich bei den Camelots du Roi, einer Jugendbewegung der rechtsextremen, ultranationalistischen und monarchistischen politischen Gruppierung Action française und wurde 1939 bei Ausbruch des Zweiten Weltkrieges 1939 zum Kriegsdienst eingezogen. 1941 wurde er von Vichy-Regime zum Verwalter des jüdischen Eigentums in Tunesien ernannt und schloss sich Anfang 1943 den Freien Französischen Streitkräften FFL (Forces françaises libres) an. Er nahm von Afrika aus an mehreren Feldzügen in Nordafrika und dann in Italien teil, ehe er im Juni 1944 bei der Einnahme der Insel Elba schwer verletzt wurde und ihm das rechte Bein amputiert werden musste. Für seine Verdienste wurde ihm die Militärmedaille (Médaille militaire) und das Croix de guerre 1939–1945 verliehen.
Nach der Befreiung wurde Sanguinetti zum Verwaltungsdirektor des Nationalen Zentrums für Wirtschaftsinformation (Centre national d’informations économiques) ernannt und behielt diesen Posten bis 1949. Zur gleichen Zeit war er bis Mai 1945 als Attaché im Büro von Justizminister François de Menthon sowie zwischen 1946 und 1947 von Finanzminister André Philip. In den frühen 1950er Jahren war er im Verbindungszentrum für die Einheit Frankreichs (Centre de liaison pour l’unité française) aktiv, das insbesondere Jacques Isorni und Jean-Louis Tixier-Vignancour gegründet. Diese Bewegung befürwortete die Rehabilitierung von Marschall Philippe Pétain und forderte die Amnestie ehemaliger Funktionäre des Vichy-Regimes wie Pierre-Étienne Flandin. Danach war er in den 1950er Jahren an mehreren Firmengründungen beteiligt und gehörte im April 1956 zusammen mit Jacques Soustelle zu den Gründern der Union zur Rettung und Erneuerung Französisch-Algeriens USRAF (Union pour le Salut et le Renouveau de l’Algérie française). Als Michel Debré versuchte, Gaullisten und „Nationale“ für die Unterstützung von General Charles de Gaulle zu vereinen, schloss er sich einer Gruppe an, zu der insbesondere der Staatsrat Maxime Blocq-Mascart, der Oberst Pierre Battesti oder der ehemalige Widerstandskämpfer Alain Griotteray gehörten. Zu dieser Zeit wurde er Generalsekretär des Aktionskomitees der Nationalen Veteranenvereinigung CAANAC (Comité d’action des Associations nationales des anciens combattants) und nutzte diese Funktion als Plattform gegen die Regierung der Vierten Republik.
Mitte Juli 1957 führte er eine Veteranendelegation an, die nach Algier reiste, um einen Eid zu leisten, „sich mit allen Mitteln jeder Maßnahme zu widersetzen, die die Integrität des Territoriums und die französische Einheit gefährden würde“. Im selben Jahr gründete er zusammen mit Jean-Baptiste Biaggi, einem ehemaligen Mitglied der RPF, die Revolutionäre Patriotische Partei PPR (Parti patriote révolutionnaire) und wandte sich über Roger Frey, den Generalsekretär der Sozialrepublikanischen Union URAS (Union des républicains d'action sociale), an die Gaullisten.

### Politische Funktionen in der Fünften Republik

#### Mitglied der Nationalversammlung

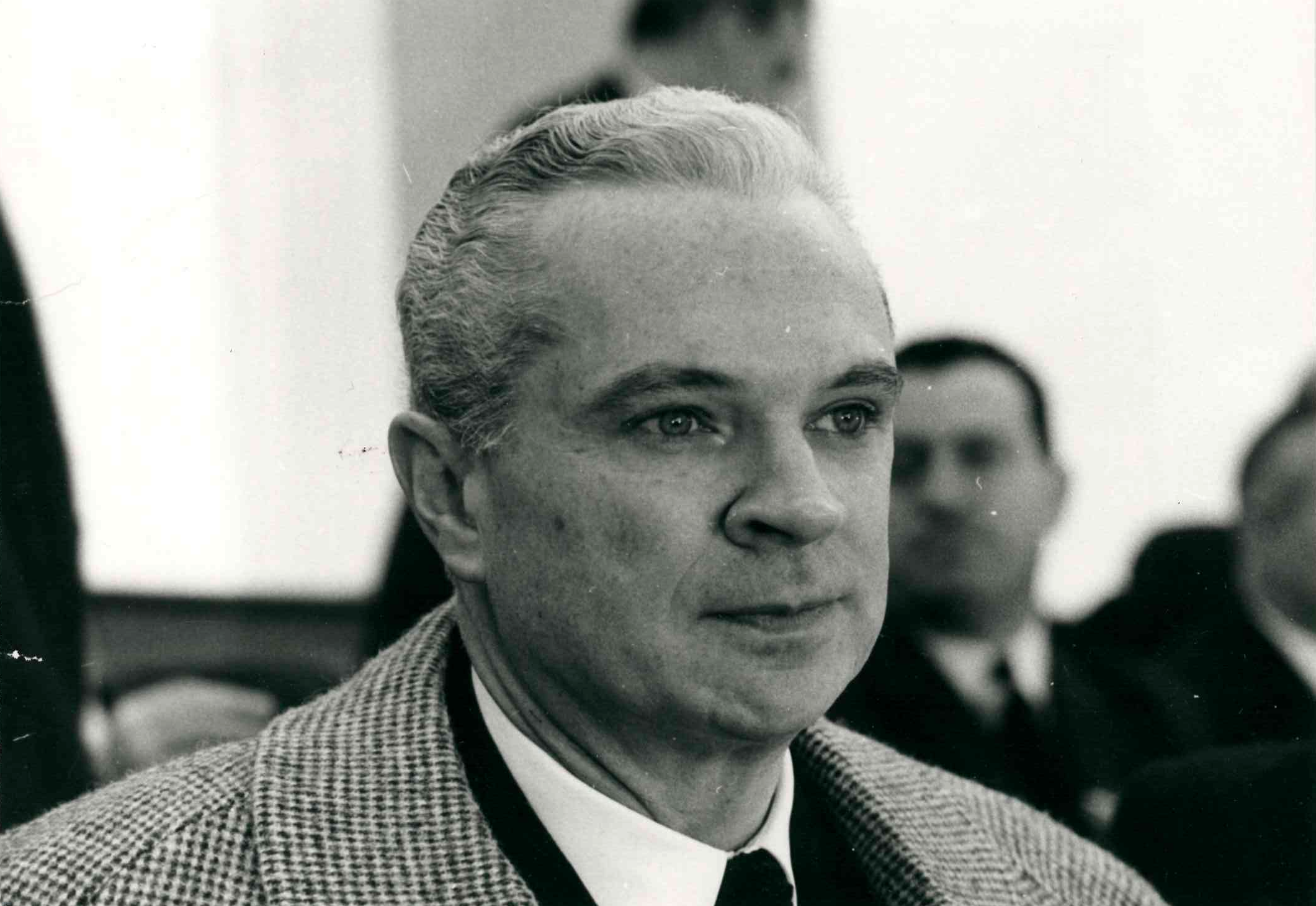
Roger Frey, dessen Mitarbeiter Sanguinetti seit Ende der 1950er Jahre war.

Nachdem General de Gaulle am 1. Juni 1958 als Premierminister an die Macht zurückgekehrt war, beteiligte er sich mit Roger Frey an der Gründung der Union für die Neue Republik UNR (Union pour la Nouvelle République) und wurde im Herbst 1958 dessen Mitarbeiter im Generalsekretariat. Als Frey nach Gründung der Fünften Republik im Januar 1959 Roger Frey Informationsminister im Kabinett Debré wurde, wurde Sanguinetti zu dessen Stabschef ernannt. Bis Oktober 1962 blieb seine Karriere mit der von Frey verbunden, der im Februar 1960 Beigeordneter Minister beim Premierminister und im Mai 1961 Innenminister wurde. Dabei wurde er insbesondere mit dem Kampf gegen die terroristische Geheimorganisation OAS (Organisation de l’armée secrète) betraut.
Bei den Parlamentswahlen im November 1962 kandidierte er für die UNR für den 25. Wahlkreis des Département Seine, dessen Wahlkreisinhaber Michel Sy ein Gegner der Algerienpolitik von General de Gaulle war. Mit 15.882 Stimmen (42,2 Prozent) der abgegebenen Stimmen setzte er sich im ersten Wahlgang deutlich durch. Eine Woche später erhielt er im zweiten Wahlgang am 25. November 1962 50,5 Prozent der abgegebenen Stimmen und wurde damit erstmals zum Mitglied der Nationalversammlung (Assemblée nationale) gewählt. Er schloss sich der UNR-Gruppe in der Nationalversammlung an, wurde Mitglied des Ausschusses für Landesverteidigung und Streitkräfte (Commission de la défense nationale et des forces armées) und übernahm im Dezember 1962 die Funktion als Vizepräsident dieses Ausschusses. Als Berichterstatter für zu den Ausrüstungskrediten des Verteidigungsministeriums für 1965 und 1966 stellt er fest, dass die Militärhaushalte Großbritanniens und Deutschlands volumenmäßig die Frankreichs überstiegen. Während der Debatte über den Programmentwurf für bestimmte militärische Ausrüstungen im Herbst 1964 zeichnete er sich erneut durch die Verteidigung der Einsatzkräfte aus. Er wies die Argumente derjenigen zurück, die in den Nuklearbemühungen Frankreichs ein Zeichen des Misstrauens gegenüber der NATO sahen und stellte fest, dass „kein Bündnis durch die materielle und moralische Schwäche einer seiner Parteien gestärkt wird“. Sein Abstimmungsverhalten zwischen 1962 und 1966 stand im Einklang mit der Fraktionsdisziplin der UNR-UDT, sei es für die Genehmigung der Ratifizierung des Élysée-Vertrages (13. Juni 1963) oder für die Reform des Militärdienstes (26. Mai 1965).

#### Minister für Veteranen und Kriegsopfer sowie Wahlniederlage 1967

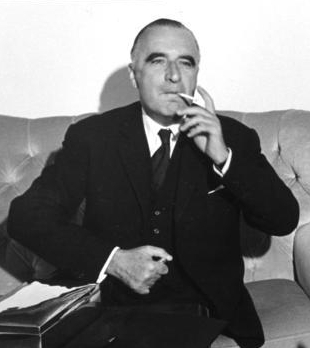
Im dritten Kabinett von Premierminister Georges Pompidou bekleidete Sanguinetti zwischen 1966 und 1967 das Amt Minister für Veteranen und Kriegsopfer.

Am 8. Januar 1966 trat Alexandre Sanguinetti als Minister für Veteranen und Kriegsopfer (Ministre des anciens combattants et victimes de guerre) in das Kabinett Pompidou III und trat in dieser Funktion die Nachfolge von Jean Sainteny an. Allerdings behielt er dieses Ministeramt nur etwas mehr als ein Jahr bis zum 1. April 1967. Im März 1967 fanden Parlamentswahlen statt. Der François Mitterrand nahestehende und für die Föderation der Demokratischen und Sozialistischen Linken FDGS (Fédération de la gauche démocrate et socialiste) Journalist Claude Estier forderte Sanguinetti im 25. Wahlkreis von Paris heraus. Nachdem Sanguinetti am Ende des ersten Wahlgangs mit 41 Prozent der abgegebenen Stimmen weit vorne gelegen war, wurde er mit einer beispiellosen Situation konfrontiert. Der Kandidat der Kommunistischen Partei PCF (Parti communiste français) Urbain Nédélec, der bei der Stimmenzahl an zweiter Stelle stand, willigte auf Anweisung seiner Partei ein, sich zugunsten von Claude Estier zurückzuziehen. Am 12. März 1967 ermöglichte dies im zweiten Wahlgang, dass Claude Estier dank der Unterstützung von 50,2 Prozent der abgegebenen Stimmen zum Abgeordneten für Paris gewählt wurde.
Diese Niederlage kostete Alexandre Sanguinetti sein Amt. Während andere Verlierer der Parlamentswahlen sein Schicksal teilten, etwa der Staatssekretär für Zusammenarbeit im Außenministerium Jean Charbonnel, behielten wichtigere Minister trotz ihrer Wahlniederlage im März 1967 ihr Amt, etwa Außenminister Kabinett Couve de Murville oder Verteidigungsminister Pierre Messmer.

#### Wiederwahl 1968, Vorsitzender des Verteidigungsausschusses
Nach den Maiunruhen 1968 und der Auflösung der Nationalversammlung, nominierte ihn die Union zur Verteidigung der Republik UDR (Union pour la défense de la République) für den 1. Wahlkreis des Département Haute-Garonne. Er fasste die Alternative zusammen, die den Wählern im Sommer 1968 zur Wahl zwischen „nationaler Erneuerung“ und „der Zerstörung unserer Gesellschaft und unserer Zivilisation, die durch den Totalitarismus auf das Niveau unterentwickelter Länder zurückgebracht wurde“, geboten wurde. Er lag am Ende des ersten Wahlgangs mit 37,6 Prozent der abgegebenen Stimmen vor dem scheidenden sozialistischenen Wahlkreisinhaber André Rey, auf den 27,9 Prozent entfielen. Am 30. Juni 1968 wurde er mit einer knappen Mehrheit (50,9 Prozent) wieder zum Mitglied der Nationalversammlung gewählt. Dieser Sieg ist zu einem großen Teil dem Wunsch zu verdanken, die Ordnung nach den Ereignissen vom Mai 1968 wiederherzustellen: Der 1. Wahlkreis von Haute-Garonne hatte bei der Präsidentschaftswahl im Dezember 1965 tatsächlich François Mitterrand mit einer komfortablen Mehrheit (54,8 %) dem General de Gaulle vorgezogen.
Als Mitglied der UDR spielte Alexandre Sanguinetti eine wichtige Rolle in der Nationalversammlung und war in der vierten Wahlperiode zwischen dem 16. Juli 1968 und dem 1. April 1973 Vorsitzender des Ausschusses für Landesverteidigung und Streitkräfte. Die meisten seiner Reden betrafen Fragen der Verteidigung. Frankreich habe durch den Austritt aus der integrierten NATO-Führung „einen gewissen Existenzwillen wiederentdeckt“, urteilte er. Seine Pflichten hielten ihn jedoch nicht davon ab, bestimmte Entscheidungen des Verteidigungsministeriums zu kritisieren, insbesondere nachdem Georges Pompidou die Nachfolge von General de Gaulle als Staatspräsident angetreten hatte. Am 9. Juni 1970 bedauerte er daher, dass die Reform des Wehrdienstes nicht nach dem Dritten Wehrprogrammgesetz (Troisième loi de programme militaire) geprüft worden sei. Darüber hinaus bekräftigte er, dass er sich für eine Verkürzung oder gar Abschaffung der Wehrpflicht ausspricht. Er stellte fest, dass die Wehrpflicht tatsächlich „mit dem vorindustriellen Zeitalter, sogar mit dem ländlichen Zeitalter“ verbunden ist, und betonte die Schwierigkeit, die großen Generationen aus dem „Babyboom“ der 1940er und 1950er Jahre in die Reihen der Armee zu integrieren. Dennoch beteuerte er, dass er „niemals die Aufhebung der Bestimmung des Gesetzes fordern werde, die es dem Vaterland erlaubt, seine Kinder zu seiner Verteidigung aufzurufen.“ Er sprach aber nach 1968 auch zu „zivilen“ Themen und gehörte damit zu den gaullistischen Abgeordneten, die über den Liberalismus des von Edgar Faure verteidigten Orientierungsgesetzes zur Hochschulbildung (Loi d’orientation sur l’enseignement supérieur) beunruhigt waren. Als Befürworter der Auswahl beim Zugang zur Hochschulbildung bedauerte er insbesondere die seiner Meinung nach zu große „Autonomie“ der Universitäten, in einer Zeit, in der „es die Nation ist, die vor ihrer Universität geschützt werden muss“. Er befürchtete, dass die Regierung „eine Bombe unter ihre Füße legen wird, die die Auswirkungen der Wiederherstellung der Ordnung im Juni 1968 schnell zunichte machen kann“. Bei der Abstimmung über den gesamten Text war er einer der wenigen, die nicht zustimmten und entschied sich wie der frühere Minister für nationale Bildung Christian Fouchet am 10. Oktober 1968 für die Enthaltung.
Obwohl Alexandre Sanguinetti in einem Wahlkreis gewählt wurde, in der die Tradition der Opposition gegen die Hauptstadt sehr alt ist, hatte er ernsthafte Vorbehalte gegenüber der Reform des Senats und der Regionen, die im April 1969 einem Referendum unterzogen werden sollte. Am 13. Dezember 1968 erinnerte er in der Debatte daran, dass er während des Zweiten Weltkriegs sein Leben riskierte, um „die eine und unteilbare Republik“ zu retten, und lobte „die Zentralisierung, die keine Konzentration bedeutet“. Er sah im „Marsch zur Einheit“ tatsächlich „eine Regel der Geschichte“ und bestritt die Verantwortung von Paris für die „französische Sklerose“. Die Probleme des Landes seien seiner Meinung nach eher auf eine Überrepräsentation des ländlichen Raums im Parlament als auch in den Generalräten zurückzuführen. Er erinnerte ferner daran, dass „es die in Paris versammelten Provinzen waren, die den Bauernprotektionismus und den Industrieprotektionismus durchgesetzt haben“. Er glaubte, in dieser Reform die Handschrift „hoher Beamter“ zu erkennen, die allzu gerne den Weg für einen „schwereren bürokratischen Apparat“ ebnen wollten. Nach dem Abgang von General de Gaulle im April 1969 sprach er über verfassungsrechtliche Probleme und bezog Stellung für die fünfjährige Amtszeit der Abgeordneten, wobei er auch berücksichtigte, dass das Präsidentenmandat nach dem Verfassungsvorschlag vom 16. September 1969 nur einmal verlängert werden kann. Am 16. September 1969 legte er außerdem einen Gesetzesvorschlag vor, der darauf abzielte, die Bedingungen für die Kandidatur bei den Präsidentschaftswahlen zu ändern. Da er befürchtete, dass sich die Kandidaturen dort vervielfachen würden, schlug er vor, das System der Förderung nationaler Petitionen von 100.000 Bürgern durch gewählte Amtsträger aufzugeben, die sich schriftlich für eine Kandidatur aussprechen. Die Präfekturen jedes Departements sollten die Petenten empfangen, um ihre Identität gegen Vorlage ihres Wählerausweises sicherzustellen. Einige Tage später schlug er ein weiteres Gesetz vor, um die Zahl der Minister auf zwölf und der Staatssekretäre auf achtzehn zu begrenzen, wobei jede Änderung der Regierungsstruktur Gegenstand eines Gesetzes sein musste.
Alexandre Sanguinetti stimmte zwischen 1968 und 1973 in der Regel mit der Mehrheit, aber teilweise auch entgegen der Fraktionsdisziplin. So beteiligte er sich am 4. Dezember 1968 nicht an der Abstimmung über das Gesetz zur Ausübung von Gewerkschaftsrechten in Unternehmen (Loi relative à l’exercice du droit syndical dans les entreprises), stimmte jedoch am 4. Juni 1970 dem „Anti-Schläger“-Gesetz (Loi ‚anti-casseurs‘) oder am 15. Oktober 1970 der allgemeinen politischen Erklärung von Premierminister Jacques Chaban-Delmas zu. Am 27. April 1972 lehnte er es erneut ab, an der Abstimmung über die Schaffung der Regionen teilzunehmen, wobei auch Pariser Gaullisten wie Roland Carter oder André Rives-Henrÿs diese Haltung einnahmen.

#### Wahlniederlage 1973, Generalsekretär der UDR, erfolglose Kandidatur 1978 und Rückzug aus dem politischen Leben

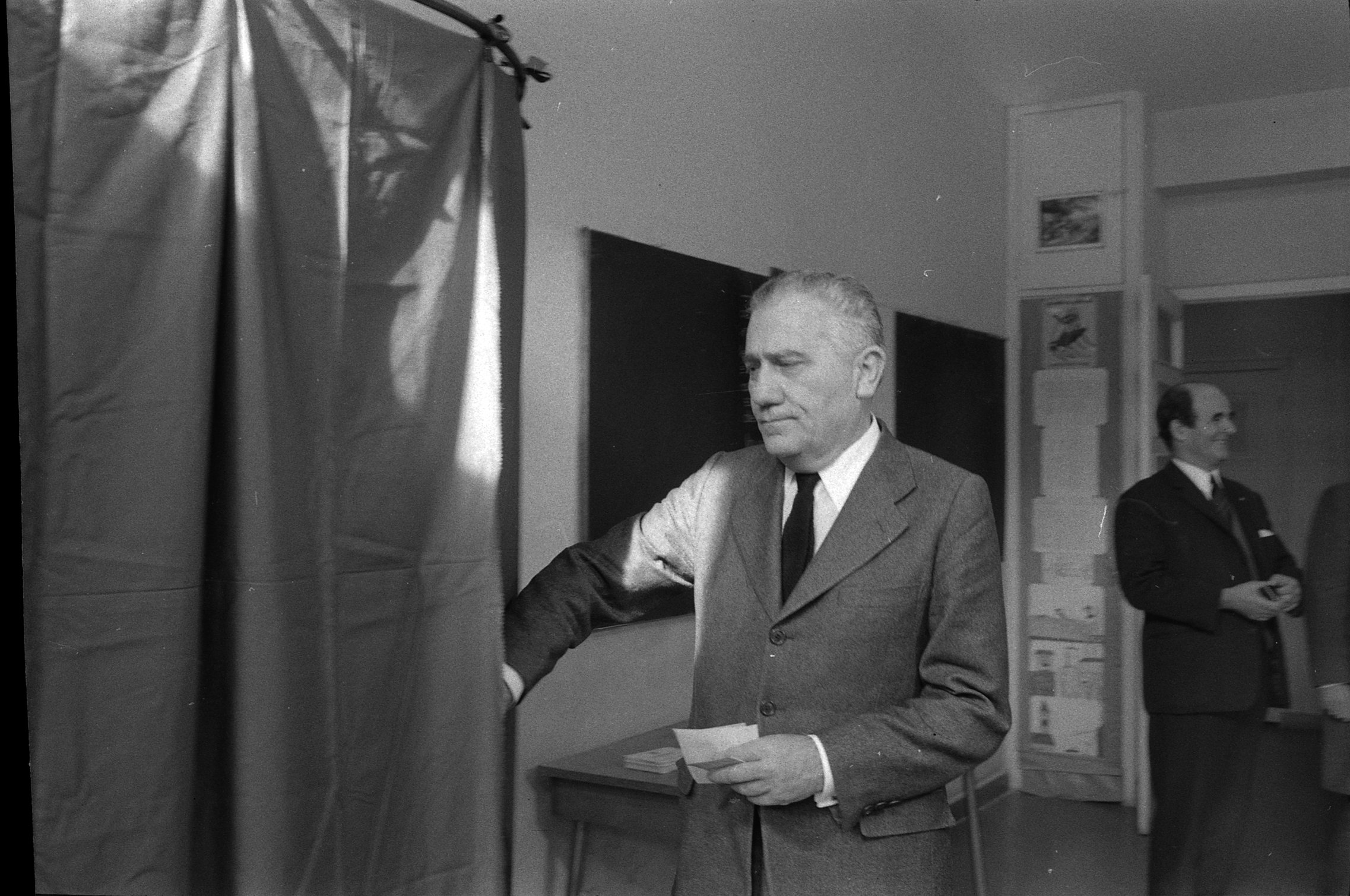
Sanguinetti bei der Stimmabgabe zur Parlamentswahl in Frankreich 1973.

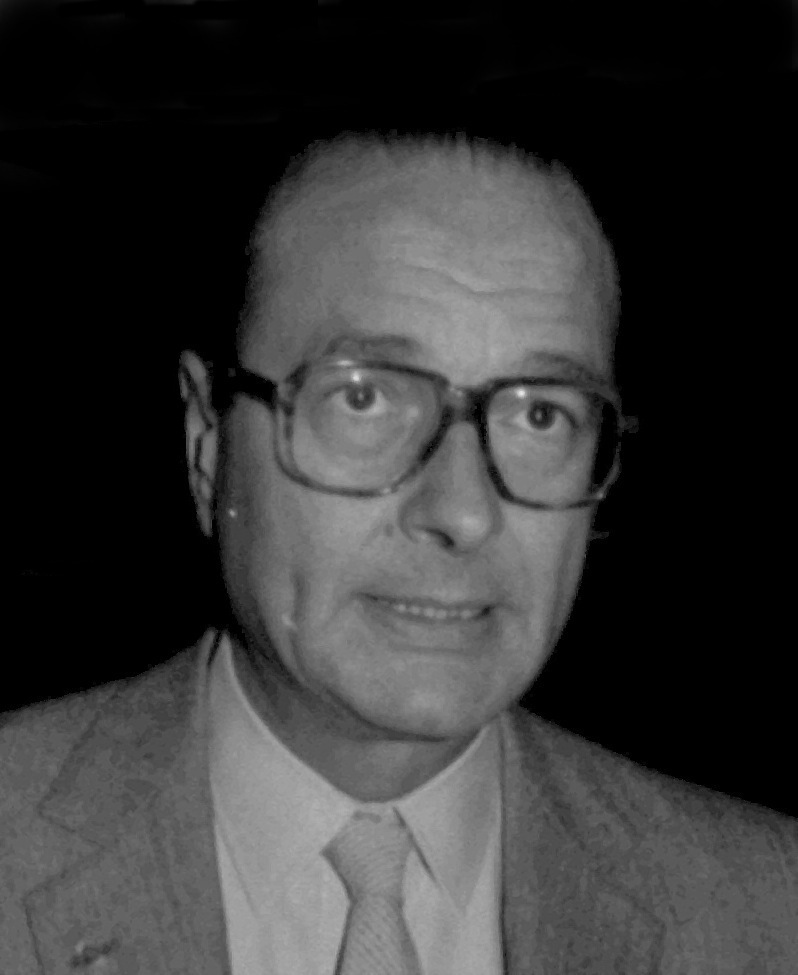
Im Dezember 1974 verlor Sanguinetti des Amt des UDR-Generalsekretärs an Jacques Chirac.

Bei der Parlamentswahl im März 1973 strebte Sanguinetti seine Wiederwahl im ersten Wahlkreis des Département Haute-Garonne an. Er stand acht weiteren Kandidaten gegenüber. Achille Auban, ehemaliger Abgeordneter und Staatssekretär für Zivilluftfahrt, vertrat die Vereinigte Sozialistische Partei PSU (Parti socialiste unifié), während sich für die Kommunistische Liga (Ligue communiste) der Philosophieprofessor Daniel Bensaïd bewarb. Der Hauptgegner von Alexandre Sanguinetti war jedoch der ehemalige Abgeordnete Alain Savary von der Sozialistischen Partei PS (Parti socialiste). Nach dem ersten Wahlgang mit 35,8 Prozent der Stimmen an der Spitze gelegen, verlor Sanguinetti eine Woche später seinen Sitz an Alain Savary. Allerdings übernahm er trotz dieser Niederlage wichtige parteipolitische Verantwortungen. Nachdem Alain Peyrefitte am 6. April 1973 als Minister mit der Zuständigkeit für Verwaltungsreformen in das Kabinett Messmer II eingetreten war und folgte Sanguinetti als Generalsekretär der Union der Demokraten für die Republik UDR (Union des démocrates pour la République) nach. Nach dem Tod des Staatspräsidenten Pompidou am 2. April 1974 unterstützte er die gaullistische Bewegung von Jacques Chaban-Delmas. Trotz des Scheiterns des letzteren und der Wahl von Valéry Giscard d’Estaing zum Staatspräsidenten behielt Alexandre Sanguinetti sein Amt als UDR-Generalsekretär mehrere Monate lang, bis Premierminister Jacques Chirac im Dezember 1974 das Generalsekretariat übernahm. Anschließend wurde Sanguinetti zum Präsidenten des Wissenschaftlichen Forschungsbüros für Überseeterritorien ORSTOM (Office de recherche scientifique des territoires d’Outre-mer) ernannt, verlor diesen Posten allerdings im November 1975, nachdem er scharfe Kritik an Präsident Giscard d’Estaing geäußert hatte.
In der zweiten Hälfte der 1970er Jahre widmete sich Sanguinetti dem Schreiben und veröffentlichte zwischen 1976 und 1980 sieben Bücher. Seine Beziehungen zu Jacques Chirac waren seit der Gründung des Zusammenschlusses für die Republik RPR (Rassemblement pour la République) im Dezember 1976 angespannt. Er kritisierte Chirac dafür, dass er eine Bewegung aufgebaut habe, die sich nur ihm selbst widmete und den gaullistischen Begriff nur instrumental verwendete. Unter dem Namen RPR kandidierte er jedoch zum letzten Mal bei den Parlamentswahlen im März 1978 im 14. Wahlbezirk von Paris, zu dem auch der Osten des 13. Arrondissements gehört. Während er im ersten Wahlgang noch vor dem PS-Kandidaten Paul Quilès lag, erhielt Sanguinetti im entscheidenden zweiten Wahlgang nur 48,2 Prozent der abgegebenen Stimmen. Nach der Veröffentlichung J’ai mal à ma peau de gaulliste (Ich habe mir als Gaullist weh getan) entschied er sich selbst im Dezember 1978 für einen „unbegrenzten Urlaub“ von der RPR.
Er verstärkte daher seine Publikationen und Reden, um gegen die Thesen der korsischen Autonomisten oder Unabhängigkeitsaktivisten anzukämpfen, aber auch um die Kandidatur von Michel Debré bei der Präsidentschaftswahl 1981 zu unterstützen. Er verstarb jedoch am 9. Oktober 1980, ein knappes halbes Jahr vor der Präsidentschaftswahl. Die Presse feierte ihn als „Baroudeur“ oder „Enfant terrible“ des Gaullismus, als „Condottiere“, der seine Freunde und Gegner durch seinen Mut beeindruckt habe. Präsident Giscard d’Estaing würdigte ihn einen „unvergleichlichen Anführer“ des französischen politischen Lebens, während Michel Debré von einem „Soldaten des Jahres II sprach, der sich von keiner Kühnheit abschrecken ließ“. Im Namen der Sozialistischen Partei schloss sich Jean-Pierre Chevènement diesem Bedauern an und erinnerte an „einen originellen und energischen Politiker“, der „wusste, dass Frankreich eine großartige Sache ist und dass es sich lohnt, weiterzumachen, zu verteidigen und zu erweitern.“

## Veröffentlichungen
- La France et l'Arme atomique, Julliard, 1964
- Une nouvelle résistance, Plon, 1976
- L’armée, pour quoi faire?, Seghers, 1977
- Réformer la démocratie?, Mitautor André Chandernagor, Balland 1977.
- J’ai mal à ma peau de gaulliste, Grasset, 1978
- Histoire du soldat, de la violence et des pouvoirs, Ramsay, 1979
- Lettre ouverte à mes compatriotes corses, Albin Michel, 1980